# Players Tour Championship 2010/2011
Players Tour Championship 2010/2011 — серия низкорейтинговых снукерных турниров, состоявшая из 12 этапов: 6 состоялись в Академии снукера в Шеффилде (Players Tour Championship), ещё 6 (Euro Players Tour Championship) в континентальной Европе: 4 в Германии (Фюрт, Рюссельсхайм, Оффенбург (был заменён на снукерную академию в Глостере), Хамм) и по одному в Бельгии (Брюгге) и Чехии (Прага).
В каждом из 12 турниров принимали участие все пожелавшие профессионалы из мэйн-тура (максимум 96), а также 32 любителя (128 игроков). Если желающих любителей было больше, то проводился предварительный раунд квалификации. За участие в каждом этапе каждый игрок вносил £ 100.
Розыгрыш серии начался в июне 2010 года и завершился финальным турниром в марте 2011 года в Дублине, Ирландия. В финальном турнире приняли участие 24 игрока, заработавших наибольшее количество призовых и участвовавших не менее, чем в 6 этапах (трёх английских и трёх европейских). Финал был показан по телевидению.
Рейтинговые очки серии начислялись только участникам мэйн-тура и учитывались в общем рейтинге.
Китайские производители снукерных столов Star Xing Pai стали титульными спонсорами шести британских этапов серии PTC.

## Примечательные факты
- На каждом этапе серии были различные победители.
- В серии состоялось 5 максимальных брейков: на трёх этапах по одному и однажды — 2.
- До последнего тура единственный любитель претендовал на участие в финале — Дэниел Уэллс[5], но, проиграв стартовый матч, он не смог разбавить собой состав профессионалов.
- Участвовавший из-за дисквалификации только в двух завершающих турнирах Джон Хиггинс добился очень высокого результата: один этап выиграл, на втором уступил лишь в финале.

## Призовой фонд
- Этап Players Tour Championship: £/€ 50 000[6]

Победитель: £/€ 10 000
Финалист: £/€ 5 000
1/2 финала: £/€ 2 500
1/4 финала: £/€ 1 500
1/8 финала: £/€ 1 000
1/16 финала: £/€ 600
1/32 финала: £/€ 200
- Финальный турнир: £ 200 000

Победитель: £ 60 000
Финалист: £ 25 000
1/2 финала: £ 15 500
1/4 финала: £ 7 500
1/8 финала: £ 4 000
Первый раунд: £ 2 500
- Общий призовой фонд серии: £ 500 000 + € 300 000

## Результаты этапов
| Этап                                              | Место проведения | Победитель      | Финалист         | Счёт |
| ------------------------------------------------- | ---------------- | --------------- | ---------------- | ---- |
| Players Tour Championship 2010/2011 – Этап 1      | Шеффилд          | Марк Уильямс    | Стивен Магуайр   | 4:0  |
| Players Tour Championship 2010/2011 – Этап 2      | Шеффилд          | Марк Селби      | Барри Пинчес     | 4:3  |
| Players Tour Championship 2010/2011 – Этап 3      | Шеффилд          | Том Форд        | Джек Лисовски    | 4:0  |
| Players Tour Championship 2010/2011 – Этап 4      | Шеффилд          | Барри Пинчес    | Ронни О'Салливан | 4:3  |
| Euro Players Tour Championship 2010/2011 – Этап 1 | Фюрт             | Джадд Трамп     | Энтони Хэмилтон  | 4:3  |
| Euro Players Tour Championship 2010/2011 – Этап 2 | Брюгге           | Шон Мёрфи       | Мэттью Коуч      | 4:2  |
| Players Tour Championship 2010/2011 – Этап 5      | Шеффилд          | Дин Цзюньхуэй   | Джейми Джонс     | 4:1  |
| Players Tour Championship 2010/2011 – Этап 6      | Шеффилд          | Доминик Дэйл    | Мартин Гоулд     | 4:3  |
| Euro Players Tour Championship 2010/2011 – Этап 3 | Рюссельсхайм     | Маркус Кэмпбелл | Лян Вэньбо       | 4:0  |
| Euro Players Tour Championship 2010/2011 – Этап 4 | Глостер          | Стивен Ли       | Стивен Магуайр   | 4:2  |
| Euro Players Tour Championship 2010/2011 – Этап 5 | Хамм             | Джон Хиггинс    | Шон Мёрфи        | 4:2  |
| Euro Players Tour Championship 2010/2011 – Этап 6 | Прага            | Майкл Холт      | Джон Хиггинс     | 4:3  |
| Финал Players Tour Championship 2010/2011         | Дублин           | Шон Мёрфи       | Мартин Гоулд     | 4:0  |

На 1-м этапе РТС Курт Мэфлин сделал максимальный брейк. Этот брейк включён в официальную статистику, также как и все сенчури брейки. На 3-м этапе максимумом отметился Барри Хокинс.
На 3-м этапе ЕРТС брейки в 147 очков сделали 16-летний таец Танават Тирапонгпайбун в матче против предыдущего автора максимума и Марк Уильямс в матче против любительницы из Германии Дианы Шулер. Это пятый случай в истории снукера, когда состоялось два максимальных брейка на одном турнире.
На 6-м этапе ЕРТС максимум сделал Рори Маклауд.

## Рейтинг серии
| №   | Игрок           | Сумма призовых | PTC | EPTC | Всего |
| --- | --------------- | -------------- | --- | ---- | ----- |
| 1.  | Шон Мёрфи       | 23200          | 6   | 6    | 12    |
| 2.  | Марк Селби      | 21300          | 6   | 6    | 12    |
| 3.  | Барри Пинчес    | 19100          | 6   | 6    | 12    |
| 4.  | Маркус Кэмпбелл | 17700          | 6   | 6    | 12    |
| 5.  | Джадд Трамп     | 17600          | 6   | 6    | 12    |
| 6.  | Марк Уильямс    | 17100          | 5   | 4    | 9     |
| 7.  | Доминик Дэйл    | 16800          | 6   | 6    | 12    |
| 8.  | Стивен Ли       | 16200          | 6   | 6    | 12    |
| 9.  | Джон Хиггинс*   | 15000          | 0   | 2    | 2     |
| 10. | Том Форд        | 15000          | 6   | 6    | 12    |
| 11. | Стивен Магуайр  | 14400          | 6   | 4    | 10    |
| 12. | Дин Цзюньхуэй*  | 11800          | 2   | 3    | 5     |
| 13. | Майкл Холт      | 10900          | 6   | 6    | 12    |
| 14. | Лян Вэньбо      | 10700          | 4   | 4    | 8     |
| 15. | Мартин Гоулд    | 10600          | 6   | 6    | 12    |
| 16. | Марко Фу        | 10100          | 5   | 5    | 10    |
| 17. | Рики Уолден     | 10100          | 6   | 6    | 12    |
| 18. | Энтони Хэмилтон | 9900           | 6   | 6    | 12    |
| 19. | Стюарт Бинэм    | 9800           | 6   | 6    | 12    |
| 20. | Джек Лисовски   | 9600           | 6   | 6    | 12    |
| 21. | Джейми Джонс    | 9400           | 6   | 6    | 12    |
| 22. | Эндрю Хиггинсон | 8700           | 6   | 6    | 12    |
| 23. | Марк Дэвис      | 8300           | 6   | 6    | 12    |
| 24. | Мэттью Стивенс  | 8100           | 6   | 6    | 12    |
| 25. | Джерард Грин    | 7700           | 6   | 6    | 12    |
| 26. | Джо Джогия      | 7500           | 6   | 6    | 12    |

*По правилам проведения серии не смогли участвовать в финальном турнире.